# Robert Galley
Pour les articles homonymes, voir Galley.
Robert Galley, né le 11 janvier 1921 dans le 5e arrondissement de Paris et mort le 8 juin 2012 à Troyes, est un homme politique français. Résistant, compagnon de la Libération, il devient parlementaire, ministre à plusieurs reprises, maire de Troyes et trésorier du RPR. Il participe à la création de l'Union nationale inter-universitaire en 1969, dont il devient ensuite membre de son comité d'honneur.

## Biographie

### Enfance et études
Né d'un père médecin le 11 janvier 1921 à Paris, Robert Galley fait ses études au lycée Louis-le-Grand de sa ville et au lycée Hoche de Versailles.

### Faits de guerre
Durant la Seconde Guerre mondiale, Robert Galley s'engage, à Londres, le 1er juillet 1940 dans les Forces françaises libres. Il quitte pour cela la ville de Saint-Jean-de-Luz déguisé en soldat polonais, à bord du navire Sobieski. Il a seulement dix-neuf ans.
Entraîné au camp d'Aldershot, dans le comté d'Hampshire, il combat avec la 1re division française libre comme chasseur de deuxième classe et fait partie de l'expédition de Dakar puis des opérations au Gabon, en octobre et novembre 1940 : pour cela il quitte le Royaume-Uni le 31 août. Il participe à la campagne de Syrie, en juin 1941 ; à sa fin, il intègre le peloton des élèves officiers de Damas d'où il sort aspirant de l'Arme blindée en novembre. En avril 1942, il effectue un stage à l'École britannique des chars du Caire à l'issue duquel sa compagnie, constituée en colonnes volantes part en juillet 1942 pour le front de la bataille d'El Alamein : il participe le 24 octobre 1942 à l'attaque de l'Himeitat. Il est en outre chef de section de chars, avec laquelle il poursuit l'ennemi allemand de Tripolitaine, jusqu'en Tunisie avant d'être mis à l'appui des troupes du général Leclerc en mars 1943. Comme sous-lieutenant, il rejoint ensuite les rangs de la 2e division blindée du général Leclerc (au sein du 501e régiment de chars de combat), dont il épousera plus tard la fille aînée, Jeanne.
Débarqué le 3 août 1944 en France, il entre à Écouché dans l'Orne, à la tête de la section de pointe du groupement tactique qu'il commande. Tireur au canon d'une classe exceptionnelle, il coupe un convoi ennemi de Panzer en détruisant plusieurs véhicules.
Il termine la guerre à la tête de la compagnie de chars dans laquelle il l'avait commencée comme simple chasseur. Avec sa compagnie, il tient quatre ponts sur l'Orne, prenant également un risque en dirigeant un de ses chars contre un char ennemi Panther. Il participe à la libération de Paris puis aux attaques de Longjumeau, Massy-Palaiseau et Antony et aux batailles de Lorraine et d'Alsace jusqu'en février 1945 en se distinguant aux prises d'Andelot, Baccarat, Strasbourg et Herbsheim ; à la tête de la 1re compagnie de chars, il participe également à la campagne d'Allemagne jusqu'en mai 1945, lors de la prise de Berchtesgaden.
Par le décret du 24 mars 1945, il est fait compagnon de la Libération.
L'histoire de la compagnie de chars à laquelle appartenait Galley a été retracée dans un livre, relatant un certain nombre de faits de guerre. Le 14 août 1944, à Écouché (Orne), le lieutenant Galley ordonne la mise à mort d'un SS allemand déguisé en prêtre; le 6 mai 1945, il ordonne l'exécution de SS prisonniers à Bischofswiesen, en Allemagne.

### Carrière après-guerre
Après la guerre, Robert Galley reprend ses études interrompues. Il passe les concours d'entrée aux grandes écoles d'ingénieur et est reçu à l'École centrale Paris dont il sort ingénieur diplômé de la promotion 1949. La même année il devient ingénieur de l'École nationale supérieure du pétrole et des moteurs.
Il fait un stage à la compagnie chérifienne des pétroles, de 1950 à 1954. Il exerce alors diverses fonctions dans les secteurs atomique et informatique : chef de département de construction des usines au CEA en 1955, chargé des études de la construction de l'usine de plutonium de Marcoule ; chargé de la direction des études et de la construction de l'usine de Pierrelatte de 1958 à 1966 ; délégué à l'informatique auprès du Premier ministre ; président du conseil d'administration de l'IRIA depuis 1967.
Robert Galley représenta la France au sacre de l’empereur de Centrafrique Jean-Bedel Bokassa, en tant que ministre de la Coopération en octobre 1977.

### Carrière politique
Robert Galley est député UDR puis RPR de l'Aube, entre 1968 et 2002. Il est trésorier du RPR entre 1984 et 1990. Il est plusieurs fois ministre de 1968 à 1981 (avec Georges Pébereau comme directeur de cabinet en 1968) et est maire de Troyes pendant vingt-trois ans, de 1972 à 1995. Le général de Gaulle songe à lui pour succéder à Georges Pompidou au poste de Premier ministre en 1968, mais lui préférera finalement Maurice Couve de Murville.
En 1995, il obtient le prix de l'AJCF. Il est membre du comité d'honneur du mouvement Initiative et Liberté.
Après la mort de Pierre Messmer, en août 2007, Robert Galley était considéré comme l'un des deux derniers gaullistes historiques, avec Yves Guéna.
Dans sa dernière interview, accordée à Michel Colomès, de l'hebdomadaire Le Point, en avril 2012, Robert Galley raconte, entre autres, ses deux premières rencontres avec de Gaulle, à Londres, en 1940.

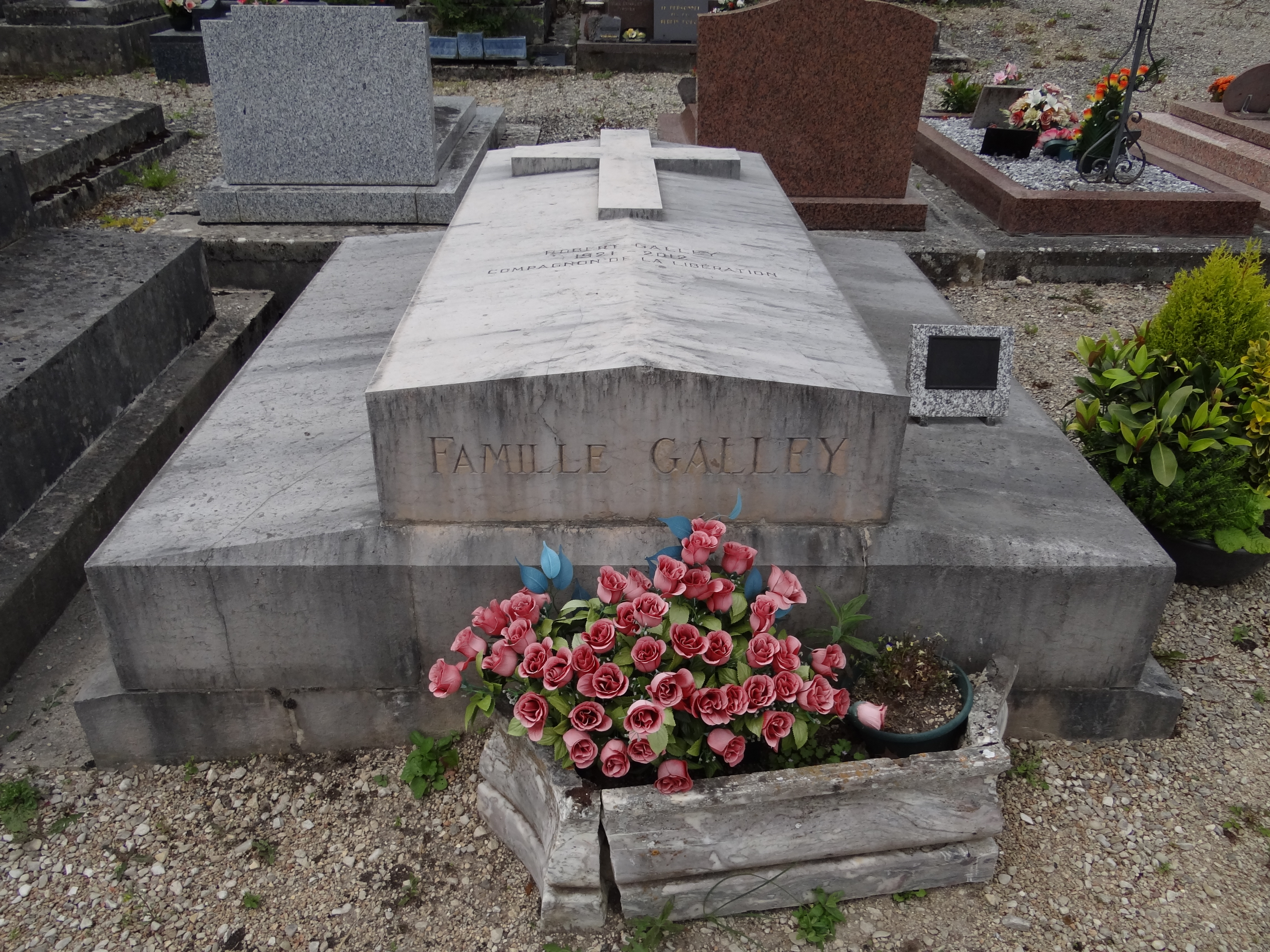
La tombe de Robert Galley au cimetière de Ricey-Haute-Rive aux Riceys (Aube).

## Vie privée
Robert Galley est l'époux de Jeanne Leclerc de Hauteclocque, (1931-2018), fille du maréchal Philippe Leclerc de Hauteclocque. Ils ont deux fils, Philippe et Alexis qui est directeur général de l'entreprise de jeux vidéo F4.

## Détail des mandats et fonctions

### Au gouvernement
- 31 mai 1968 - 10 juillet 1968 : ministre de l'Équipement et du Logement du gouvernement Georges Pompidou IV
- 12 juillet 1968 - 20 juin 1969 : ministre délégué auprès du Premier ministre, chargé de la Recherche scientifique et des Questions atomiques et spatiales du gouvernement Maurice Couve de Murville
- 22 juin 1969 - 5 juillet 1972 : ministre des Postes et Télécommunications du gouvernement Jacques Chaban-Delmas
- 6 juillet 1972 - 28 mars 1973 : ministre des Transports du gouvernement Pierre Messmer I
- 5 avril 1973 - 27 mai 1974 : ministre des Armées des gouvernements Pierre Messmer II et Pierre Messmer III
- 28 mai 1974 - 25 août 1976 : ministre de l'Équipement du gouvernement Jacques Chirac I
- 27 août 1976 - 22 décembre 1980 : ministre de la Coopération des gouvernements Raymond Barre I, Raymond Barre II et Raymond Barre III
- 22 décembre 1980 - 13 mai 1981 : ministre de la Défense et de la Coopération du gouvernement Raymond Barre III

### Au Sénat
- 2 octobre 1980 - 1er novembre 1980 : sénateur de l'Aube (départ en raison de nomination au gouvernement)

### À l'Assemblée nationale
- 11 juillet 1968 - 12 août 1968 : député de la deuxième circonscription de l'Aube (départ en raison de nomination au gouvernement)
- 2 avril 1973 - 6 mai 1973 : député de la deuxième circonscription de l'Aube (départ en raison de nomination au gouvernement)
- 3 avril 1978 - 6 mai 1978 : député de la deuxième circonscription de l'Aube (départ en raison de nomination au gouvernement)
- 2 juillet 1981 - 1er avril 1986 : député de la deuxième circonscription de l'Aube
- 2 avril 1986 - 14 mai 1988 : député de l'Aube
- 23 juin 1988 - 1er avril 1993 : député de la deuxième circonscription de l'Aube
- 2 avril 1993 - 21 avril 1997 : député de la deuxième circonscription de l'Aube
- 12 juin 1997 - 18 juin 2002 : député de la deuxième circonscription de l'Aube

### Au niveau local
- 1970 - 1988 : conseiller général de l'Aube
- 1971 - 1972 : adjoint au maire de Troyes
- 1972 - 1995 : maire de Troyes

## Décorations et distinctions
- Grand officier de la Légion d'honneur par décret du 12 juillet 2002
- Compagnon de la Libération par décret du 24 mars 1945[13]
- Croix de guerre 1939–1945 avec quatre citations
- Médaille coloniale avec agrafes « Libye », « Tunisie »
- Officier du Nichan Iftikhar (Tunisie)
- Prix de l'Amitié judéo-chrétienne de France (1995)

## Hommages
- À Troyes, la place où est situé le siège de la communauté du grand Troyes est baptisée de son nom, de son vivant.